# Abyssochrysos melanioides

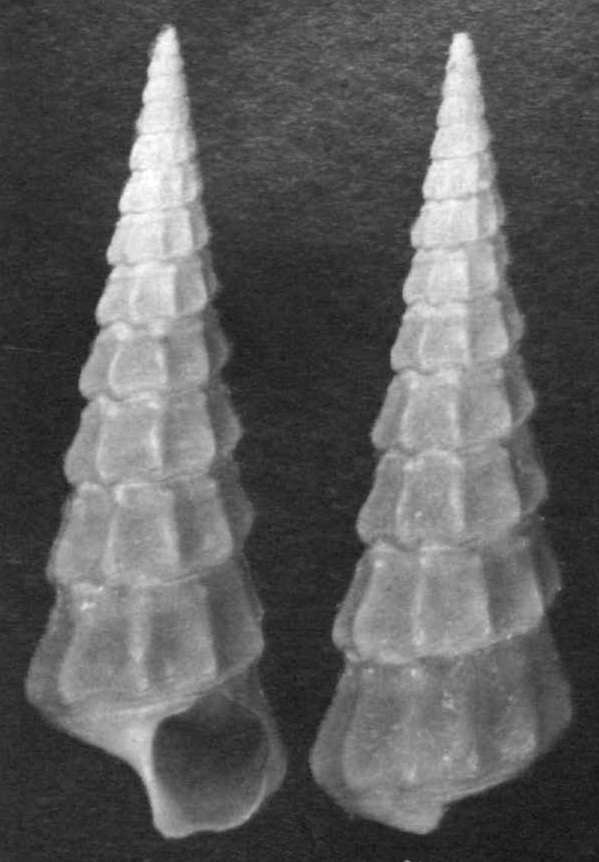
Guscio di Abyssochrysos melanioides

Abyssochrysos melanioides Tomlin, 1927 è una specie di mollusco gasteropode della sottoclasse Caenogastropoda. È la specie tipo del genere Abyssochrysos .

## Descrizione
Questa specie ha una conchiglia allungata, turrita, sottile negli esemplari più giovani, più spessa in quelli più maturi. Lunghezza media del guscio, 39,9 mm, larghezza media, 10 mm. La conchiglia ha più di 13 vortici sinuosi che sono leggermente bulbosi alla base e quasi sporgono dalla sutura. Angolo apicale 20-40 gradi. Protoconca formata da 1,5 vortici e liscia. La base del corpo è un po' appiattita e con 2-5 lire a spirale deboli e numerose striature e scanalature a spirale fini che variano in numero e intensità. Apertura sub romboidale, angolata, da un quinto a un sesto della lunghezza del guscio. Columella concava, labbro esterno sottile, liscio e molto sinuoso. Sifone anteriore debole, appuntito, poco profondo presente, nessun ombelico. Periostraco sottile, lucido dal giallo dorato al marrone.
Animale con muso corto e spesso, bilobato all'estremità e con bocca a fessura tra i lobi. Tentacoli spessi, circa metà della larghezza del muso. Niente occhi. Piede moderatamente corto e spesso. Propodio con lobi simili a ghiandole, ciascuno con un piccolo tentacolo epipodiale all'estremità. Bordo del mantello liscio al centro ma con molte piccole papille lateralmente. Assenza di papille sulla porzione ventrale del bordo del mantello. Mantello piegato e che forma una cavità respiratoria al centro destro. Cavità del mantello profonda. Osfradio sottile, sinuoso vicino al bordo del mantello e ctenidi monopectinati larghi e lunghi. Opercolo chitinoso, sottile, ovato, concavo e paucispirale con nucleo sommerso subcentrale. Linee di crescita oblique, microscopiche. Colore marrone chiaro con talvolta una sottile fascia marrone più scura alla periferia delle spirali.
Radula robusta, tenioglossa (2 + 1 + 1 + 1 + 2), moderatamente lunga. Dente rachidiano trapezoidale, allungato lateralmente, quasi diritto in alto con leggera inclinazione mediana concava. I lati laterali del rachidiano si estendono ciascuno in una lunga estensione ventrale a forma di falce. Base del rachidiano con lieve rigonfiamento convesso mediano ma linea principale della base concava, che si estende a ciascuna estensione laterale ventrale. Il dente rachidiano ha una cuspide mediana lunga, affilata, delimitata su ciascun lato da due o quattro denticoli ben definiti e affilati che variano in numero da dente a dente. Dente laterale estremamente robusto, moderatamente grosso e sinuosamente allungato. Vi sono tre grandi cuspidi appuntite, la seconda delle quali è più grande, e da due a quattro denticoli smussati più piccoli che diventano progressivamente più piccoli verso l'estremità del bordo tagliente del dente.
Abyssochrysos melanoides è stato trovato solo nell'Oceano Atlantico a profondità batiali al largo del Capo di Buona Speranza, in Sudafrica. Un grande numero di campioni sono stati rinvenuti nel 1959 dalla spedizione scientifica condotta dallo studioso sudafricano Keppel Harcourt Barnard a bordo della nave di ricerca Africana II. I campioni furono trovati a circa 40 miglia dalla costa, e a profondità che vanno dai 1462 ai 2724 metri, dove risulta essere comune e vive su fondali composti da fango verde. Le dimensioni dei campioni variavano da 20,8 mm a 49,3 mm di lunghezza e da 7,0 mm a 15,75 mm di larghezza.

## Tassonomia
Nel 1927 il malacologo britannico John Tomlin descrisse un mollusco raccolto in acque profonde al largo del Capo di Buona Speranza, in Sud Africa.  Sebbene simile ai Melaniidae d'acqua dolce per la forma della conchiglia e delle sculture, questa nuova specie non poteva essere assegnata a nessun genere noto o famiglia di gasteropodi recenti. Tomlin chiamò questa specie Abyssochrysos melanoides e propose una nuova famiglia, Abyssochrysidae, per accoglierla.